# Aporandria haplograpta
Aporandria haplograpta är en fjärilsart som beskrevs av Louis Beethoven Prout 1922. Aporandria haplograpta ingår i släktet Aporandria och familjen mätare. Inga underarter finns listade i Catalogue of Life.